# Estación intermodal de Almería
La Estación Intermodal de Almería es una estación que atiende tanto ferrocarriles como autobuses en la ciudad española de Almería. Se encuentra en servicio desde 2005 y sustituye a la antigua estación de ferrocarril, que había sido inaugurada en 1893. Desde 2018 hasta 2021 los servicios ferroviarios se encontraron inactivos debido a las obras que están realizando por la construcción la línea de alta velocidad que unirá a Almería con Madrid y el Corredor Mediterráneo a través de Murcia. A partir del 28 de julio de 2021 sus servicios ferroviarios volvieron a la normalidad. Desde el 5 de marzo de 2024 se encuentra sin servicios ferroviarios por obras de soterramiento hasta 2026.

## Situación ferroviaria
La estación se encuentra en el punto kilométrico 250,618 de la línea férrea de ancho ibérico Linares Baeza-Almería.

## Historia

### Las estaciones originales

#### La estación de ferrocarril
Los terrenos fueron adquiridos en 1880 y la antigua estación de ferrocarril comienza a construirse para la Compañía de los Caminos de Hierro del Sur de España en 1890 y es finalizada en 1893. Aunque su inauguración se produce dos años más tarde, el 23 de julio de 1895, con la línea Guadix-Almería. Es una muestra perfecta de la arquitectura del hierro y del cristal. Su interior lo preside un reloj manufacturado por Paul Garnier. El objetivo de la línea era trasladar los minerales desde Sierra Morena al puerto de Almería, aunque también se usó para otras mercancías e incluso transporte de viajeros.

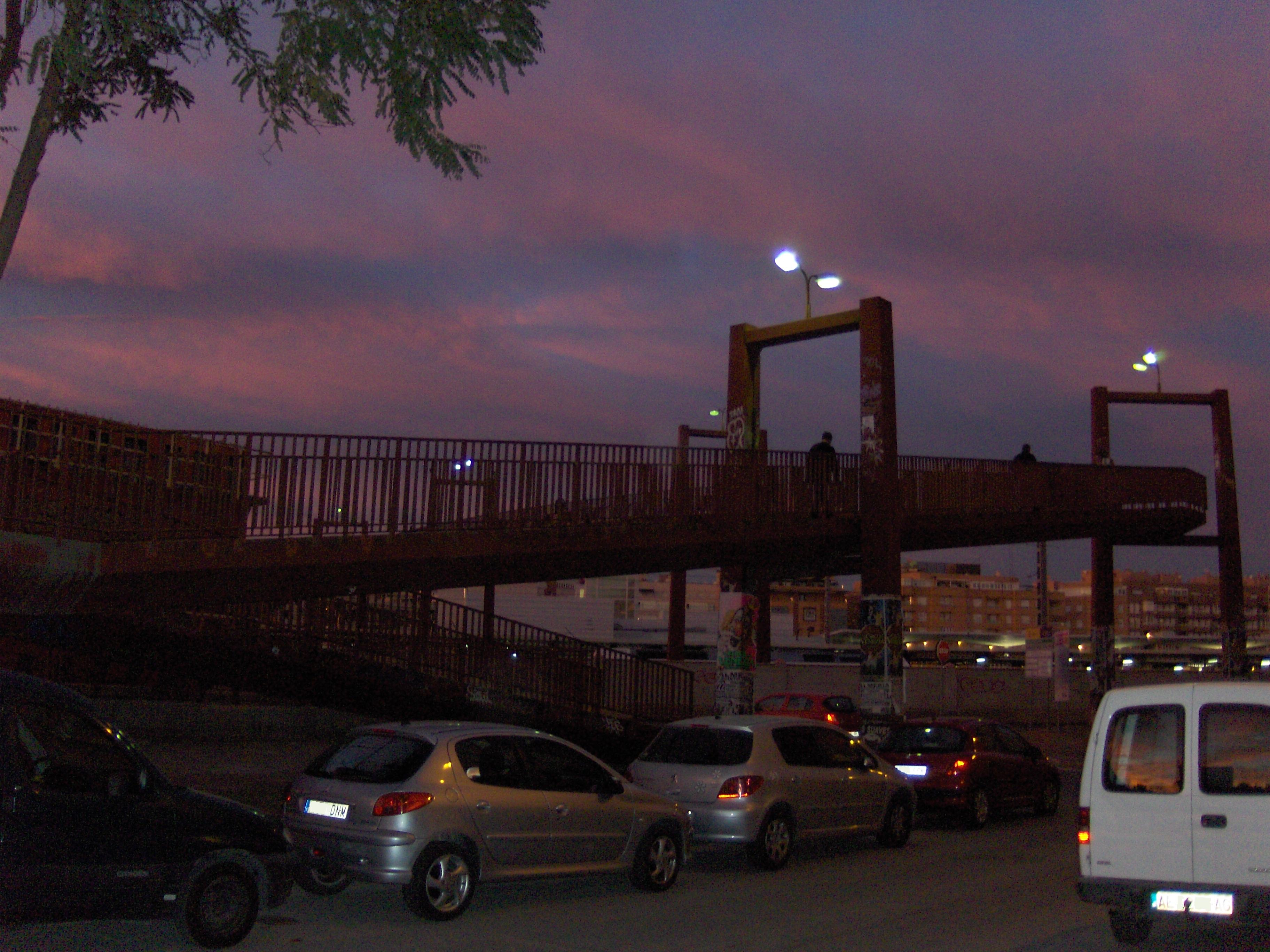
Puente rojo antes de su reforma.

Durante la Guerra Civil, en un bombardeo de los nazis en 1937 en apoyo a Franco, la vidriera frontal, el reloj anteriormente mencionado y la balaustrada de hierro que coronaba la construcción fueron destruidos, no por golpes directos, sino por proyectiles que cayeron sobre las vías adyacentes. Esta balaustrada se sustituyó en los años 1970 por otra de ladrillo que fue retirada durante los trabajos de rehabilitación de la estación en 2017 y que será sustituida por otra más similar a la original. Hacia el 30 de mayo de 1984 se construyó un puente peatonal sobre la playa de vías que permitiera acortar el trayecto entre la estación y los barrios de costa, que fue popularmente conocido como el puente rojo. Entre 1988 y 1991, durante la ejecución del Primer Plan de Modernización de Estaciones, las instalaciones de Almería fueron restauradas. En el transcurso de dicha reforma se descubrió la entrada de dos refugios antiaéreos construidos durante la contienda, y un espacio subterráneo con tres estancias, pero no es segura la relación entre ambos hallazgos.
Su fachada principal es de dos cuerpos, siendo el central de hierro y cristal, materiales característicos de la arquitectura del hierro. La más fiable información sobre el autor sostiene que fue diseñada por Laurent Farge, quien se encargó del proyecto de cálculo y montaje. El cuerpo central y algunas vidrieras fueron diseñados por la compañía francesa Fives-Lille. Se incoó expediente para su declaración como Bien de Interés cultural en 1985. Aún no se ha culminado esta declaración.
En enero de 2018 comenzaron unos trabajos de restauración que permitirán dar a la ciudad un espacio para eventos culturales, musicales y hostelería. El popular puente rojo se pintó en blanco aprovechando la ocasión. Las obras se suspendieron en diciembre de 2019 debido a que necesitaban un nuevo proyecto por deficiencias graves en la estructura y se retomaron en septiembre de 2020, siendo concluidas en marzo de 2021.
El 4 de marzo de 2024 circulan por la estación los últimos trenes Intercity y Media distancia por obras de soterramiento hasta mediados de 2026, siendo transferidos los servicios de viajeros a la estación de Huércal-Viator de manera temporal hasta la finalización de las obras.

#### La estación de autobuses
La antigua estación de autobuses fue diseñada por el arquitecto Guillermo Langle Rubio en 1952. Su construcción terminó diez años más tarde, siendo ampliada en las décadas siguientes. Sigue un estilo racionalista, típico almeriense, y continuó con su uso hasta el traslado a la nueva estación. Alberga frescos originales del pintor del movimiento indaliano Luis Cañadas que todavía se conservan. En 2006 abrió en él la empresa de distribución Mercadona, que continúa desde entonces.

### La nueva estación intermodal
La antigua estación fue reformada en una operación que se concluyó en 2005. Se construyó un nuevo edificio en el mismo recinto pero independiente del anterior, utilizando los mismos andenes. Además, se construyó una explanada de dársenas junto al nuevo edificio para trasladar a la nueva estación el servicio de autobuses de la ciudad. La estación de Almería se convirtió así en la primera estación intermodal de España, uniendo los servicios de autobús y de ferrocarril.
Actualmente se encuentra en construcción la línea de alta velocidad que unirá a Almería con Madrid y el Corredor Mediterráneo a través de Murcia. Esto supondrá un cambio de la configuración de las vías al ser una línea de ancho internacional, diferente al de la línea actual. También se estudia la construcción del Eje Ferroviario Transversal de Andalucía que permitirá la comunicación entre Huelva, Sevilla, Málaga, Granada y Almería, y además ha superado la fase de Estudio informativo.

## Servicios

### Servicios ferroviarios

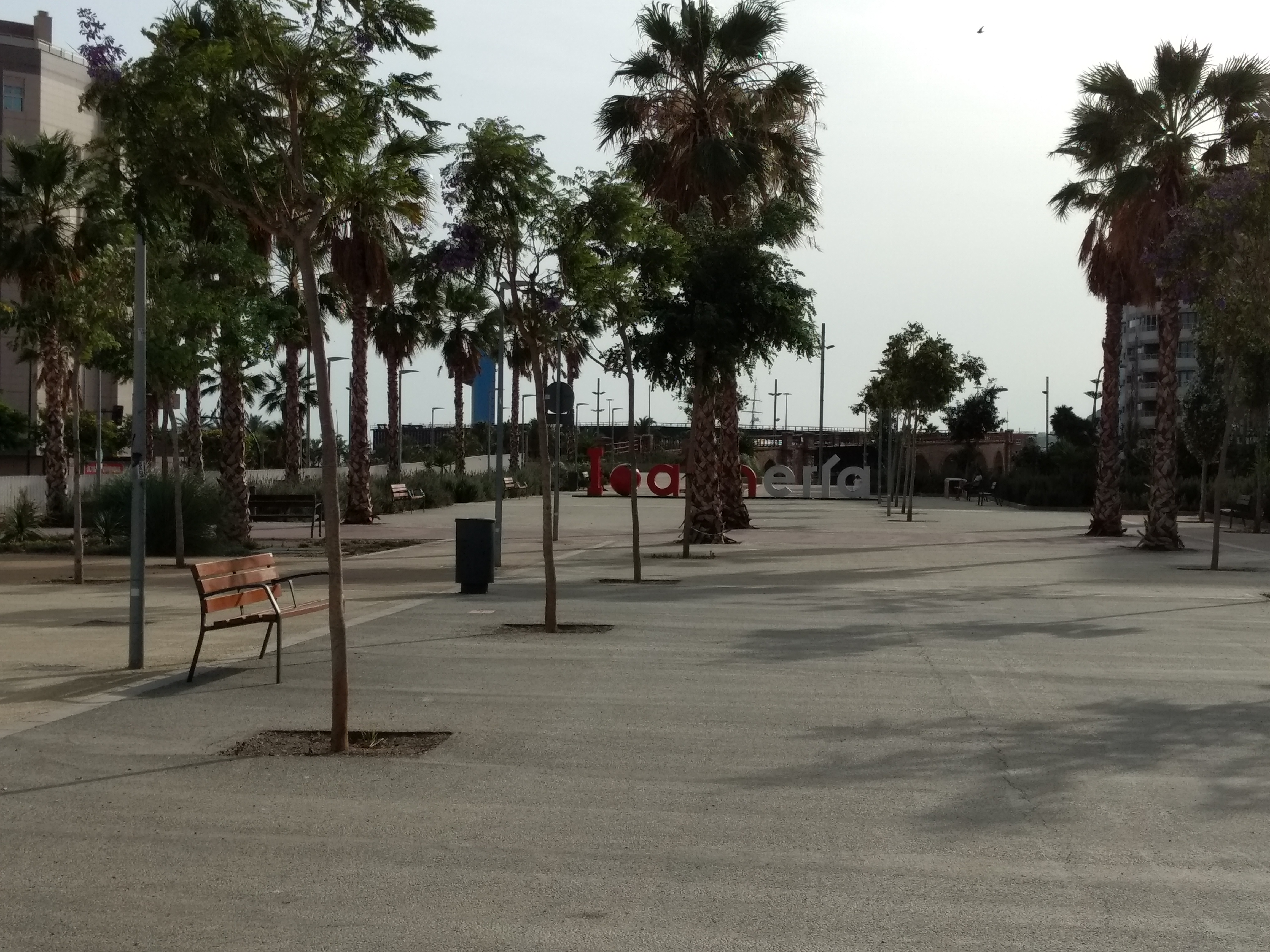
Parque de la Estación, situado en la antigua playa de vías de la estación de ferrocarril.

A la estación llega desde su origen una única línea, la línea Linares-Baeza-Almería, de vía única electrificada. La electrificación tenía como fin los trenes de mineral debido a las fuertes pendientes, así que termina en El Marquesado, por lo que no es utilizada por los trenes de viajeros.
La estación tiene configuración de estación pasante, pues la línea continúa hasta el puerto de Almería. Todos los servicios de viajeros se inician o finalizan en la estación.
Actualmente llegan a Almería-Intermodal los siguientes trenes:
- MD: procedente de Granada cubriendo la línea 68 de Media Distancia, 4 trenes por sentido.
- Intercity: procedente de Madrid-Chamartín, 1 tren diario por sentido. Todas las relaciones realizan parada en Linares y en Alcázar de San Juan.

### Servicios por carretera
El tráfico de autobuses es significativamente mayor que el de trenes en Almería-Intermodal, cubriendo casi todos los destinos nacionales (capitales de provincia y ciudades de cierta importancia) posibles. También parten de la estación autobuses interurbanos que comunican Almería con otros municipios de su provincia.
| Empresa             | Destino                                                                           | Empresa        | Destino                                          |
| ------------------- | --------------------------------------------------------------------------------- | -------------- | ------------------------------------------------ |
| Alsa                | Conexión con los pueblos del interior de la provincia, con Murcia y con Barcelona | Frahermar      | Carboneras (Almería)                             |
| Alsa                | Costa del Poniente Almeriense, Granada, Málaga, Jaén y Sevilla                    | Ramón del Pino | Base de La Legión de Viator (Almería)            |
| BusBam              | Madrid                                                                            | Bernardo       | San José, La Isleta del Moro                     |
| Autedia             | Granada y Jaén                                                                    | Eurolines      | Ciudades de Francia                              |
| Bergarsan/Frahermar | Aguamarga                                                                         | Linebús        | Burdeos, Lyon, Aviñón, Rennes y Clermont-Ferrand |